# Hananu
Hananu lub Hanana (Ḫanānu lub Ḫanāna, imię zachodniosemickie znaczące „Litościwy”) – asyryjski gubernator prowincji Til-Barsip za rządów króla Sennacheryba (704-681 p.n.e.); w 701 r. p.n.e. pełnił urząd limmu (eponima).